# Mbulubrilvogel
De mbulubrilvogel (Zosterops mbuluensis) is een zangvogel uit de familie Zosteropidae (brilvogels). De vogel komt voor in het oosten van Afrika. De vogel werd in 1935 geldig beschreven door William Lutley Sclater en Reginald Ernest Moreau als ondersoort van de Kaapse brilvogel (Z. virens). Op grond van na 2009 verricht onderzoek kan dit taxon weer behandeld worden als aparte soort.

## Verspreiding en leefgebied
De vogel komt voor in bergland in het noorden van Tanzania en het zuiden van Kenia in natuurlijk bos van 1400 tot 3400 meter boven zeeniveau.

## Status
De vogel is door BirdLife International erkend als aparte soort en heeft de vermelding niet bedreigd op de Rode Lijst van de IUCN.